# Beatriz Perdomo
Beatriz Perdomo Jenkis (Matanzas, 21 aprile 1963) è un'ex cestista cubana.

## Carriera
Con Cuba ha disputato due edizioni dei Campionati mondiali (1986, 1990).